# Ataque de Londres de 2020
El 2 de febrero de 2020 hubo un ataque en Londres, dos personas fueron apuñaladas durante un ataque con cuchillo en Streatham, en lo que la policía calificó como un incidente terrorista. El atacante, Sudesh Amman, fue asesinado a tiros por la policía. Como resultado, una mujer que se encontraba cerca resultó levemente herida por cristales rotos. Amman estaba, en ese momento, bajo vigilancia activa contra el terrorismo, después de ser liberado recientemente de prisión después de una condena en 2018 por propagar material terrorista. A raíz del ataque, el gobierno británico anunció que introduciría una legislación de emergencia para evitar que los condenados por delitos terroristas sean liberados temprano de la prisión.

## Ataque
Alrededor de las 14:00 GMT (UTC-0) del 2 de febrero de 2020, un hombre apuñaló a dos personas en Streatham High Road en Streatham, Londres, en lo que el Servicio de Policía Metropolitana describió como un incidente terrorista. El atacante, que blandió un cuchillo robado de una tienda justo antes del incidente, y llevaba latas de hojalata atadas a su pecho para simular una bomba, fue perseguido por Streatham High Road y abatido a tiros por la policía frente a las puertas de una farmacia Boots.

## Víctimas
Un hombre y una mujer fueron apuñalados durante el ataque, y otra mujer resultó herida cuando la policía disparó al atacante. El hombre, de unos 40 años, fue llevado al hospital en una condición potencialmente mortal, que posteriormente se volvió menos grave. Una mujer, de 51 años, fue llevada al hospital y permanecía estable después de que Amman la apuñaló por la espalda. La otra mujer, de unos 20 años, resultó herida por un cristal después del tiroteo de los agentes y recibió tratamiento por heridas leves en el lugar antes de ser trasladada al hospital.

## Perpetrador
El atacante fue identificado como Sudesh Mamoor Faraz Amman, un británico de origen esrilanqués de 20 años, que había sido sentenciado en 2018 a tres años y cuatro meses de prisión por difundir material terrorista y recopilar información que podría ser útil para un terrorista. Estudiante universitario en el momento de su arresto, había compartido una revista de Al Qaeda en un grupo familiar de WhatsApp y les dijo a sus hermanos: "El Estado Islámico llegó para quedarse". Amman también le dijo a su novia que debería matar a sus padres incrédulos. El jefe del comando antiterrorista de la policía metropolitana dijo que Amman tenía un "gran interés en la violencia y el martirio" y que "su fascinación por morir en nombre del terrorismo" estaba clara en una libreta recuperada en su casa; en el momento del incidente de Streatham, había sido liberado recientemente de prisión. Durante su juicio de 2018, la fiscalía declaró que Amman "había discutido con su familia, amigos y novia sus opiniones fuertes y a menudo extremas sobre la yihad, el kafir y su deseo de llevar a cabo un ataque terrorista".
Tras su liberación en enero de 2020, Ammán estaba "bajo vigilancia activa contra el terrorismo". Según The Guardian, el atacante "se consideraba que representaba un riesgo grave, y las autoridades antiterroristas lo conocían bien, habiendo sido objeto de investigación".